# Boscos de Comores
Les quatre Illes Comores que jeuen pel mig del Canal de Moçambic entre Madagascar i Àfrica de l'est són una única ecoregió, els boscos d'Illes Comores.
Aquestes illes volcàniques són riques en flora i fauna amb espècies endèmiques que inclouen quatre espècies d'ocell en perill d'extinció que viuen en el Mont Karthala, el gran volcà actiu de l'Illa Gran Comora. Les illes tenen un clima tropical humit amb una estació plujosa entre octubre i abril.

## Flora
Tots dos la flora i la fauna són similars a Madagascar, tot i que hi ha més de 500 espècies de plantes endèmiques a les Illes Comores. Les dues illes més grans Grand Comora i Anjouan tenen cims més alts i una varietat de boscs de terres baixes i de muntanya, amb manglars al llarg de les costes. Hi ha espècies compartides amb les ecoregions veïnes, com ara Acampe pachyglossa.

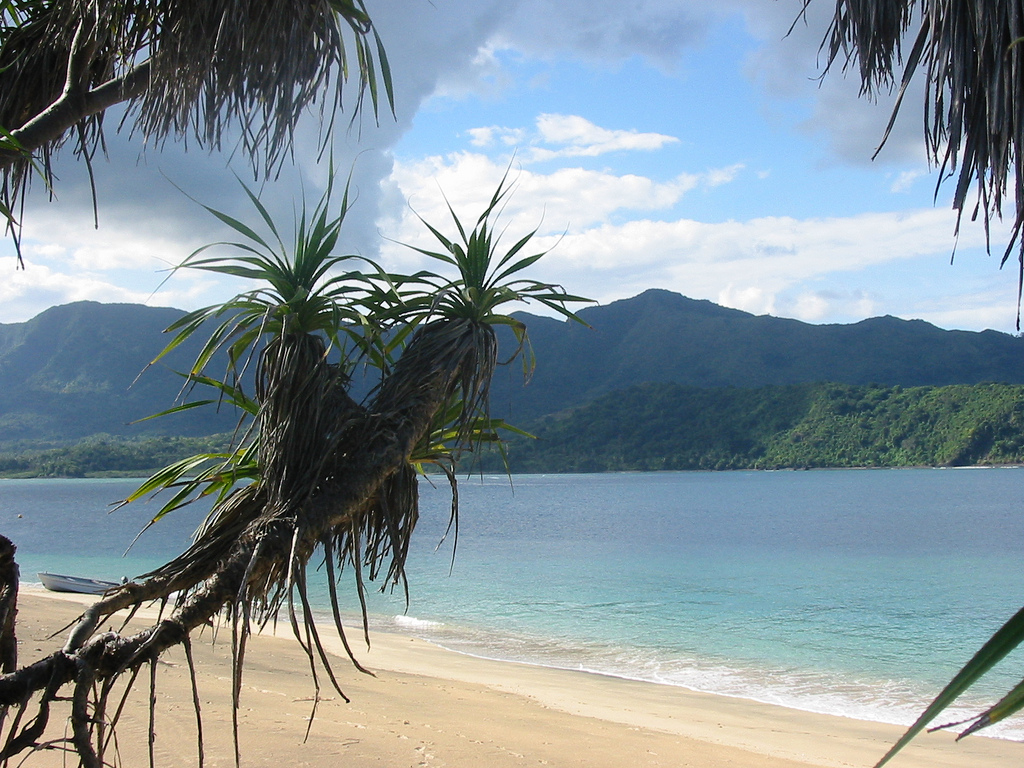
Platja de l'illa de Mohéli amb el bosc tropical de pluja al fons

## Fauna
Hi ha més ocells, mamífers, i els rèptils que un esperaria trobar en una illa de l'Oceà Índic, incloent lèmurs, com en el Madagascar proper. Les espècies endèmiques inclouen 21 espècies d'ocells, 9 espècies de rèptils, i dues espècies de ratpenats de la fruita (Pteropus livingstonii i Rousettus obliviosus). Altres mamífers inclouen el lèmur mangosta (Eulemur mongoz) i una sub-espècie del ratpenat de fruita de les Seychelles (Pteropus seychellensis comorensis). Altra espècie a destacar, Tachycnemis seychellensis, granota arbòria de les illes Seychelles.

## Amenaces i conservació
La població de les Illes Comores és actualment per damunt de 700.000 humans i augmenta més i més, mentre el bosc està sent aclarit per cultivar, amb erupcions volcàniques i ciclons fent malbé el bosc més encara, i amenaçant les poblacions de ratpenat de la fruita en particular.
El més gran reservori de bosc ben conservat que queda és localitzat en els pendents de muntanya més alts com els de Mont Karthala, el qual és desprotegit com el bosc de Ntingui en Anjouan. Les àrees amb protecció legal inclouen Mont Combani i el Parc Nacional de Saziley en Mayotte, mentre l'única àrea protegida a prop d'Illes Comores és el parc marí en Moheli.

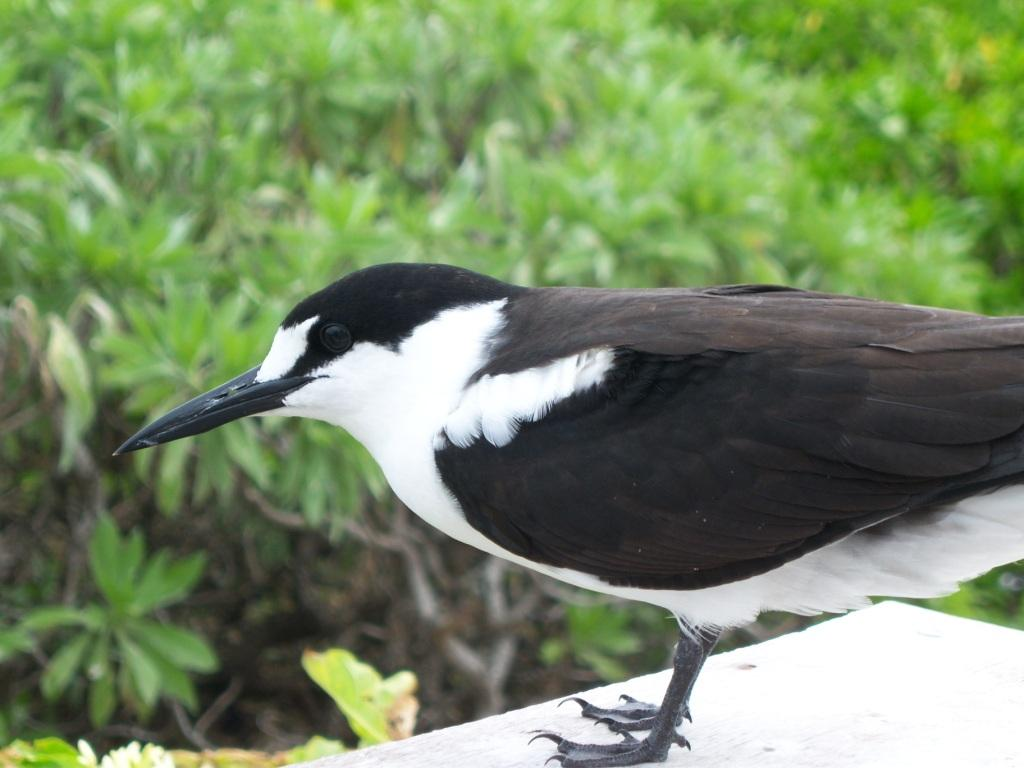
Un xatrac fosc aturat en un tauler a Bird Island, les Seychelles, acull més d'1 milió d'aquests ocells al seu punt àlgid.

## Visitant l'ecoregió

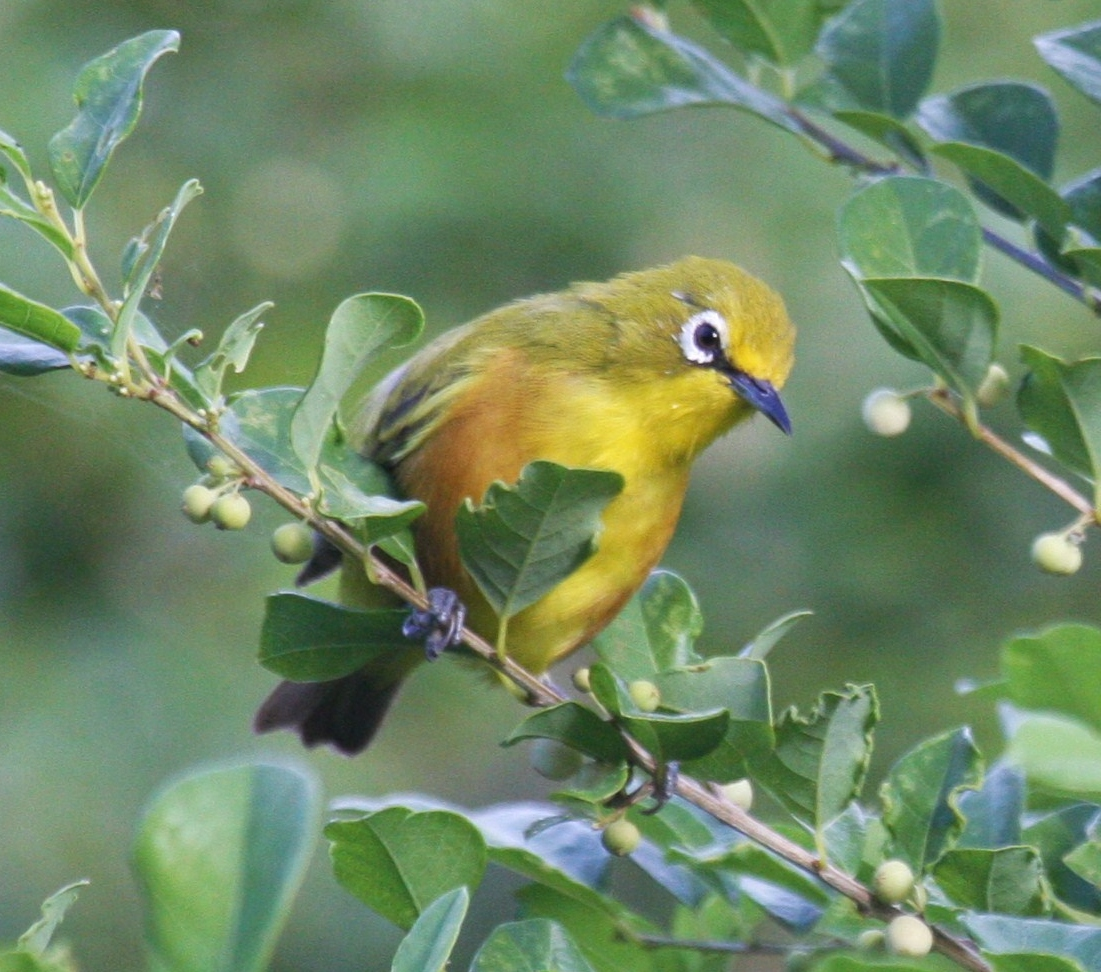
Zosterop de Mayotte.

La Gran Comora, dominada per Mont Karthala, que pot ser coronat en un o dos dies, és l'illa més gran i més desenvolupada i ubicació de l'aeroport internacional. Anjouan és comunicat amb barca des de la Gran Comora, les dues fites aquí són Mont Ntingui i el Llac Dzialandzé, ambdós llocs figuren a la Llista Ramsar de la Unesco. Saziley Point és visitat des del poble de Dapani en Mayotte, hi ha un recorregut ocellaire a través del bosc. Moheli és l'illa més petita i més tranquil·la i el parc marí, acull tortugues de mar, dofins i balenes, és localitzat englobant cinc illots separats de l'illa.